# Gouvernement Pskow

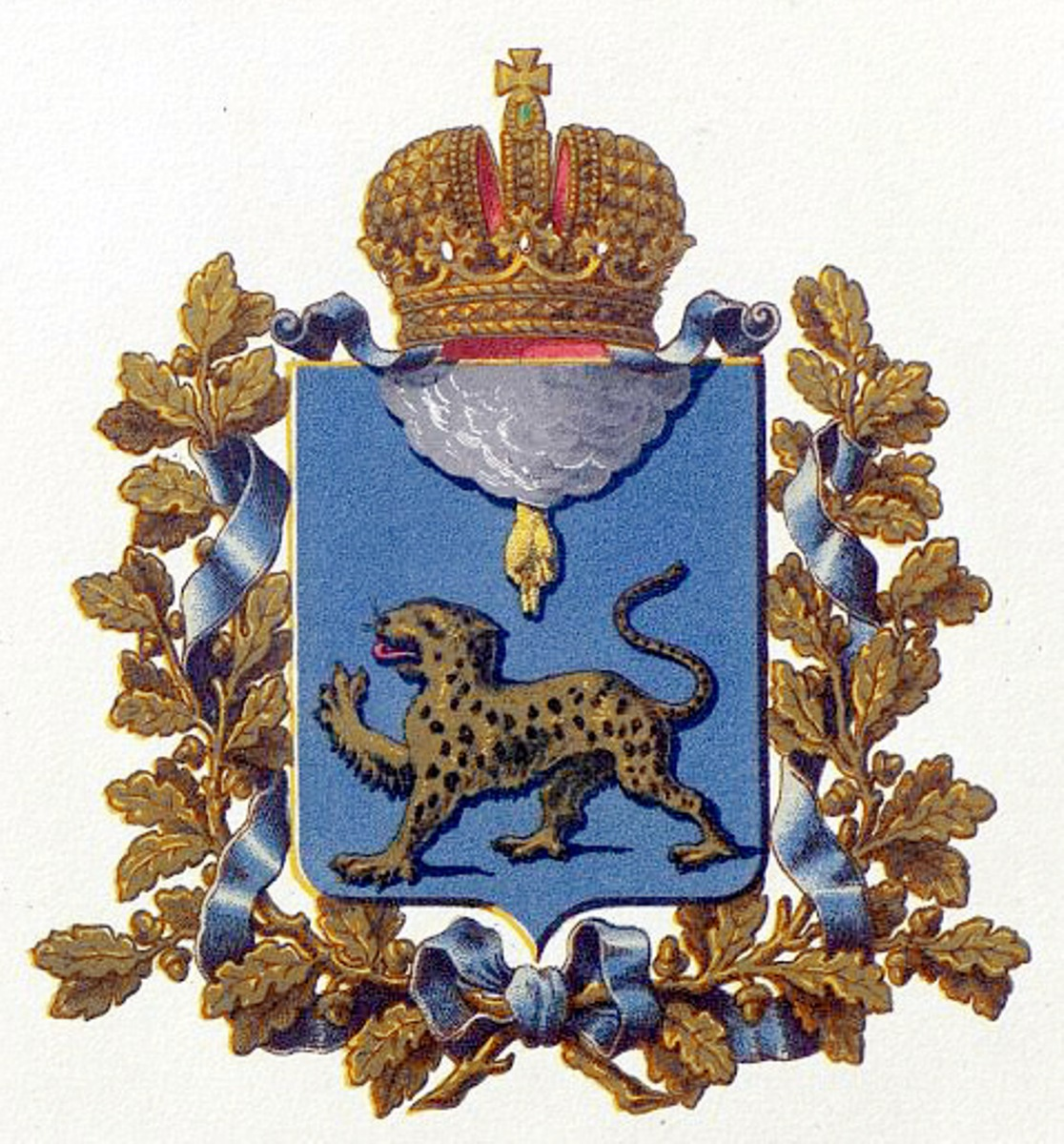
Wappen des Gouvernements

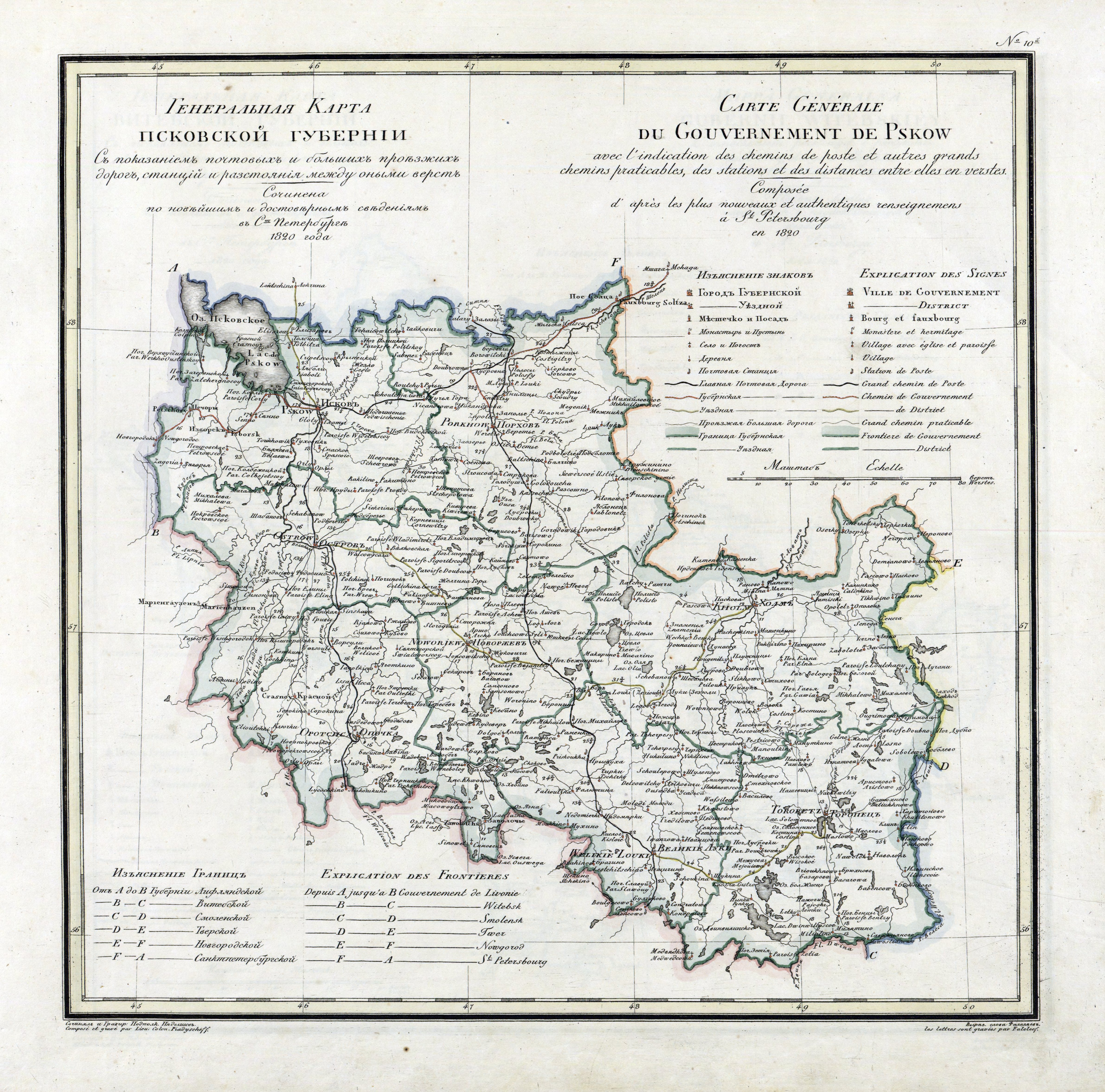
Karte aus dem Jahr 1821 Russisch/Französisch

Das Gouvernement Pskow (russisch Псковская губерния/Pskowskaja gubernija) war eine Verwaltungseinheit des Russischen Kaiserreichs und der Russischen SFSR. Es grenzte (von Norden im Uhrzeigersinn) an folgende Gouvernements: St. Petersburg, Nowgorod, Twer, Smolensk, Witebsk und Livland. Hauptstadt war Pskow.
Gegenüber der heutigen Oblast Pskow griff es weiter nach Osten, aber weniger weit nach Norden aus.

## Geschichte
Das Gouvernement entstand 1772 im Rahmen der Ersten Teilung Polens, um Teilungsgebiete zu verwalten, was durch die einige Jahre später erfolgte Gründung der Gouvernements Polozk und Witebsk gegenstandslos wurde. 1777 wurde es als Statthalterei neu gegründet. Es bestand bis 1927, als es der Oblast Leningrad zugeteilt wurde.
Ab 1802 war das Gouvernement in acht Ujesde eingeteilt:
| Bezeichnung                       | Russisch          | Verwaltungssitz | Einwohner | Fläche (km²) | Bevölkerungs- dichte (Ew./km²) | Stadt- bevölkerung | Land- bevölkerung | Stadt- bev. (%) | Weibliche Bevölkerung | Männliche Bevölkerung |
| --------------------------------- | ----------------- | --------------- | --------- | ------------ | ------------------------------ | ------------------ | ----------------- | --------------- | --------------------- | --------------------- |
| Cholm (Cholmski ujesd)            | Холмский уезд     | Cholm           | 88.157    | 6.502        | 13,6                           | 5.894              | 82.263            | 7,2             | 46.506                | 41.651                |
| Noworschew (Noworschewski ujesd)  | Новоржевский уезд | Noworschew      | 113.769   | 3.696        | 30,8                           | 2.838              | 110.931           | 2,6             | 59.583                | 54.186                |
| Opotschka (Opotschezki ujesd)     | Опочецкий уезд    | Opotschka       | 135.654   | 4.632        | 29,3                           | 5.735              | 129.919           | 4,4             | 69.945                | 65.709                |
| Ostrow (Ostrowski ujesd)          | Островский уезд   | Ostrow          | 161.877   | 4.959        | 32,6                           | 6.268              | 155.609           | 4,0             | 83.466                | 78.411                |
| Porchow (Porchowski ujesd)        | Порховский уезд   | Porchow         | 175.853   | 6.881        | 25,6                           | 5.551              | 170.302           | 3,3             | 91.838                | 84.015                |
| Pskow (Pskowski ujesd)            | Псковский уезд    | Pskow           | 226.756   | 5.852        | 38,7                           | 30.478             | 196.278           | 15,5            | 115.231               | 111.525               |
| Toropez (Toropezki ujesd)         | Торопецкий уезд   | Toropez         | 96.472    | 5.943        | 16,2                           | 7.368              | 89.104            | 8,3             | 50.489                | 45.983                |
| Welikije Luki (Welikoluzki ujesd) | Великолуцкий уезд | Welikije Luki   | 123.779   | 4.749        | 26,1                           | 8.466              | 115.313           | 7,3             | 65.627                | 58.152                |
| Gesamt                            | Gesamt            | Gesamt          | 1.122.317 | 43.214       | 26,0                           | 72.598             | 1.049.719         | 6,9             | 582.685               | 539.632               |

Nach der Oktoberrevolution 1917 bestand das Gouvernement im Bestand der RSFSR weiter. 1920 wurde ein Teil des Ujesds Pskow an das unabhängig gewordene Estland abgegeben (Gebiet um Petschory, estnisch Petseri, gemäß Vertrag von Tartu vom 2. März 1920), und Teile der Ujesde Ostrow und Pskow an Lettland (Gebiet um Pytalowo, gemäß Vertrag von Riga vom 11. August 1920).
Am 24. März 1924 kamen mit Auflösung des Gouvernements Witebsk dessen Ujesde Newel, Sebesch und Welisch zum Gouvernement Pskow und damit zur RSFSR (der größere Teil des Gouvernements Witebsk verblieb bei der Weißrussischen SSR, zunächst in Form der Okruge Polozk und Witebsk).
| Bezeichnung                        | Russisch           | Verwaltungssitz | Einwohner | Fläche (km²) | Bevölkerungs- dichte (Ew./km²) | Stadt- bevölkerung | Land- bevölkerung | Stadt- bev. (%) | Städte | Dörfer | Weibliche Bevölkerung | Männliche Bevölkerung |
| ---------------------------------- | ------------------ | --------------- | --------- | ------------ | ------------------------------ | ------------------ | ----------------- | --------------- | ------ | ------ | --------------------- | --------------------- |
| Cholm (Cholmski ujesd)             | Холмский уезд      | Cholm           | 109.071   | 6.041        | 18,1                           | 5.533              | 103.538           | 5,1             | 1      | 2.105  | 57.305                | 51.766                |
| Newel (Newelski ujesd)             | Невельский уезд    | Newel           | 150.030   | 4.174        | 35,9                           | 12.923             | 137.107           | 8,6             | 1      | 2.618  | 77.633                | 72.397                |
| Noworschew (Noworschewski ujesd)   | Новоржевский уезд  | Noworschew      | 149.448   | 3.712        | 40,3                           | 3.051              | 146.397           | 2,0             | 1      | 2.189  | 78.164                | 71.284                |
| Opotschka (Opotschezki ujesd)      | Опочецкий уезд     | Opotschka       | 163.231   | 4.277        | 38,2                           | 7.146              | 156.085           | 4,4             | 1      | 3.210  | 85.172                | 78.059                |
| Ostrow (Ostrowski ujesd)           | Островский уезд    | Ostrow          | 146.059   | 3.431        | 42,6                           | 8.094              | 137.965           | 5,5             | 1      | 2.356  | 76.546                | 69.513                |
| Porchow (Porchowski ujesd)         | Порховский уезд    | Porchow         | 221.651   | 6.357        | 34,9                           | 19.533             | 202.118           | 8,8             | 3      | 2.465  | 116.653               | 104.998               |
| Pskow (Pskowski ujesd)             | Псковский уезд     | Pskow           | 219.254   | 4.480        | 48,9                           | 43.857             | 175.397           | 20,0            | 1      | 2.256  | 114.646               | 104.608               |
| Sebesch (Sebeschski ujesd)         | Себежский уезд     | Sebesch         | 127.779   | 4.070        | 31,4                           | 7.396              | 120.383           | 5,8             | 2      | 2.029  | 66.044                | 61.735                |
| Toropez (Toropezki ujesd)          | Торопецкий уезд    | Toropez         | 128.015   | 5.143        | 24,9                           | 13.903             | 114.112           | 10,9            | 3      | 2.976  | 66.465                | 61.550                |
| Welikije Luki (Welikolukski ujesd) | Великолукский уезд | Welikije Luki   | 245.639   | 6.056        | 40,6                           | 25.447             | 220.192           | 10,4            | 2      | 4.527  | 127.245               | 118.394               |
| Welisch (Welischski ujesd)         | Велижский уезд     | Welisch         | 128.241   | 3.975        | 32,3                           | 11.286             | 116.955           | 8,8             | 2      | 1.127  | 66.577                | 61.664                |
| Gesamt                             | Gesamt             | Gesamt          | 1.788.418 | 51.716       | 34,6                           | 158.169            | 1.630.249         | 8,8             | 18     | 27.858 | 932.450               | 855.968               |

Anmerkungen zu den Tabellen:
1. ↑  umgerechnet aus Quadratwerst
2. ↑  inklusive städtische Siedlungen

## Statistik
Bei der ersten russischen Volkszählung im Jahr 1897 waren 1.063.007 der Einwohner Russen (fast 95 %) und 25.458 Esten (2 %), daneben gab es kleinere Gruppen von Juden, Polen, Deutschen und Letten. Die Hauptstadt Pskow zählte 30.478 Einwohner.
Haupterwerbszweig war der Ackerbau. Die Ernte betrug 1903: 113.723 t Roggen, 132.290 t Hafer, 63.326 t Gerste, 10.108 t Erbsen und 229.967 t Kartoffeln. Von besonderer Wichtigkeit war der Flachsbau, in dem Pskow fast alle andern Gouvernements übertrifft. 1903 wurden 28.000 t Flachsfaser geerntet, und die Anbaufläche betrug 110.000 Hektar. Die Viehzucht war weniger entwickelt. Man zählte 1903: 215.000 Pferde, 470.000 Rinder, 360.000 Schafe (nur grobwollige) und 165.000 Schweine. Die Industrie war ganz unbedeutend; es gab 1900 166 gewerbliche Betriebe mit etwa 4000 Arbeitern und 31,1 Millionen Rubel Produktionswert, von denen 122 auf Flachsbearbeitungsanstalten entfielen. Von größerer Wichtigkeit war der Handel, der durch die Nähe der Ostseehäfen und die relativ zahlreichen Eisenbahnen begünstigt wurde. Die wichtigsten Handelszentren waren Pskow und Ostrow.